# Ana Obregón
Ana Victoria García Obregón (Madrid, 18 marzo 1955) è un'attrice, conduttrice televisiva e sceneggiatrice spagnola, nota nel suo Paese ma anche in Italia, in Francia e negli Stati Uniti. È inoltre produttrice televisiva, ballerina e cantante.

## Biografia
Tra i film a cui ha partecipato, ricordiamo Bolero Extasy (1984) con Bo Derek e Andrea Occhipinti. Ha lavorato inoltre anche in alcune serie televisive italiane, quali Voglia di cantare (1985), con Gianni Morandi, Sei delitti per padre Brown (1988), e altri. Dal 1993 al 1998, in coppia con Ramón Garcìa, ha condotto sulla TVE 1 lo storico spettacolo ¿Qué apostamos?, la versione spagnola di Scommettiamo che...?

## Vita privata
Molto spesso è finita nel mirino della stampa rosa per i suoi tanti amori, tra cui quello con il conte italo-spagnolo Alessandro Lecquio di Assaba y Torlonia (nipote dell'infanta Beatrice di Borbone-Spagna) che fece naufragare il matrimonio tra quest'ultimo e la modella italiana Antonia Dell'Atte; proprio da questa relazione ha avuto un figlio di nome Alex, deceduto nel maggio 2020 a soli 27 anni, a causa di un sarcoma di Ewing.
Nel marzo 2023 ha annunciato di essere diventata nonna di una bambina, Ana Sandra, concepita col seme del figlio morto e l'ovulo di una donatrice, in un caso di gestazione per altri, una pratica vietata  in Spagna. Ana Sandra è nata negli USA, in Florida.

## Filmografia parziale

### Attrice
- Car Crash, regia di Antonio Margheriti (1981)
- Il tesoro delle 4 corone (1983)
- Macchina per uccidere 2 (Goma-2), regia di José Antonio de la Loma (1984)
- Bolero Extasy (Bolero), regia di John Derek (1984)
- Voglia di cantare, regia di Vittorio Sindoni - miniserie TV (1985)
- L'ombra nera del Vesuvio, regia di Steno - miniserie TV (1987)
- Il segreto del Sahara, regia di Alberto Negrin - serie TV (1988)
- Sei delitti per padre Brown, regia di Vittorio De Sisti - miniserie TV (1988)
- Ho sap, el ministre?, regia di Juanjo Puigcorbé (1991)
- La noche de Lina TV (1995)
- Lo sguardo dell'altro (La mirada del otro), regia di Vicente Aranda (1998)
- A las once en casa - serie TV (1998-1999)
- Ana y los siete - serie TV (2002-2005)
- Ellas y el sexo débil TV (2006)
- Il commissario Torrente - Il braccio idiota della legge (Torrente 4), regia di Santiago Segura (2011)